# Rive-de-Gier
Rive-de-Gier je severovzhodno predmestje Saint-Étienna in občina v jugovzhodnem francoskem departmaju Loire regije Rona-Alpe. Leta 2010 je naselje imelo 14.996 prebivalcev.

## Geografija
Kraj leži v pokrajini Forez ob reki Gier in njenem desnem pritoku Couzon, 23 km severovzhodno od središča Saint-Étienna.

## Uprava
Rive-de-Gier je sedež istoimenskega kantona, v katerega so poleg njegove vključene še občine Châteauneuf, Dargoire, Pavezin, Sainte-Croix-en-Jarez, Genilac, Saint-Joseph, Saint-Martin-la-Plaine, Saint-Romain-en-Jarez in Tartaras z 28.961 prebivalci (v letu 2010).
Kanton Rive-de-Gier je sestavni del okrožja Saint-Étienne.

## Zanimivosti
- cerkev Notre-Dame de Rive-de-Gier iz začetka 19. stoletja,
- cerkev sv. Janeza Krstnika,
- mestna hiša Hôtel de Ville, nekdanji sedež družbe Compagnie du Canal (ob kanalu Rive-de-Gier - Givors, ki naj bi prvotno povezoval reko Rono z Loaro, vendar je bil zgrajen le odsek od Rive-de-Gier do Givorsa).

## Osebnosti
- Cyril Dessel (* 1974), kolesar, zmagovalec 16. etape Tour de France 2008;